# Европски валутни механизам
Европски валутни механизам (ЕВМ) II је систем који је Европска економска заједница увела 1. јануара 1999. паралелно са увођењем јединствене валуте, евра (који је заменио ЕВМ 1 и његовог претходника, ЕВЈ) као део Европског монетарног система (ЕМС), како би се смањила променљивост курса и постигла монетарна стабилност у Европи.
Након усвајања евра, политика се променила на повезивање валута земаља ЕУ изван еврозоне са евром. Циљ је био да се побољша стабилност тих валута, као и да се добије механизам за оцену потенцијалних чланица еврозоне. Од 2023. у ЕВМ II програму учествују две валуте: данска круна и бугарски лев.

## Историја ЕВМ II
ЕВМ се заснива на концепту фиксним одступањима од валутног курса, али са различитим променама унутар тих одступања. Такође је познат и као полу-везани систем. Пре увођења евра, валутни курс је био заснован на Европској валутној јединици (ЕВЈ), обрачунској јединици, чија је вредност одређивана као пондерисани просек валута учесница.
Табела (позната као табела паритета) билатералних стопа израчуната је на основу ових централних стопа изражених у ЕВЈ-има, а валутна колебања су морала бити садржана у граници од 2,25% на обе стране билатералних стопа (са изузетком италијанске лире, шпанског пезоса, португалског ескуда и фунте стерлинга, за које је било дозвољено да флуктуирају ± 6%). Одлучне интервенције и аранжмани зајма су заштитили валуте које су учествовале од већих колебања курса.
Канцелар благајне Уједињеног Краљевства Денис Хејли је наводно одлучио 1979. године да се УК не придружи ЕВМ-у због забринутости да би то користило немачкој економији спречавањем апрецијације немачке марке, на штету економија других држава. Уједињено Краљевство се придружило ЕВМ-у октобра 1990. године, под канцеларом Џоном Мејџором, потезом који су у то време углавном подржавали пословни кругови и штампа, али је био присиљено да напусти механизам две године касније након Црне среде.

## Историјски режим девизног курса за чланице ЕУ
Табела испод даје потпуни сажетак усвајања режима девизног курса за чланице ЕУ, пошто је Европски монетарни систем са својим механизмом девизног курса и с њим повезана нова заједничка валута ЕВЈ настаје 13. марта 1979. Евро је заменио ЕВЈ са паритетом 1:1 на тржиштима девизних курсева, 1. јануара 1999. године. Између 1979. и 1999. године, немачка марка је функционисала као де факто референца за ЕВЈ, што значи да је постојала само мала разлика између везивања валуте за ЕБЈ-у и везивања за немачку марку.
Еврозона је основана од првих 11 држава чланица 1. јануара 1999. године. Прво ширење еврозоне на Грчку догодило се 1. јануара 2001, годину дана пре него што је евро физички ушао у оптицај. Следећа проширења зоне била су са државама које су се придружиле ЕУ 2004. године, а затим су се 1. јануара придружиле еврозони следеé државе: Словенија (2007), Кипар (2008), Малта (2008), Словачка (2009), Естонија (2011), Летонија (2014), Литванија (2015) и Хрватска (2023).
Извори: EC convergence reports 1996-2014, Italian lira , Spanish peseta, Portuguese escudo, Finnish markka, Greek drachma, UK pound
Све нове чланице ЕУ које су се придружиле блоку након потписивања Мастрихтског уговора 1992. године, обавезне су да усвоје евро под условима из споразума о приступању. Међутим, последњи од пет критеријума економске конвергенције, који се морају испунити да би се квалификовали за усвајање евра, јесте критеријум стабилности курса. Ово захтева да држава буде члан ЕРМ-а најмање две године, без присуства „озбиљних тензија” са валутним курсом.

### Ирска фунта разбија паритет са фунтама стерлинга
Да би учествовала у ЕРМ-у, Ирска је морала да разбије паритет ирске фунте са фунтом стерлинг 1979. године, јер је фунта стерлинг, која није била валута ЕРМ-а, апресирала у односу на све валуте ЕРМ-а убрзо након покретања ЕРМ-а. Наставак паритета између ирске фунте и фунте стерлинга извео би ирску фунту изван договореног распона. Да би испунила услове за ЕРМ, од ирске владе се захтевало прекидања паритета ирске фунте са фунтом стерлинг.

### Присилно повлачење британске фунте из ЕВМ-а
Неки коментатори, након Нормана Тебита, сматрали су ЕРМ „механизмом вечне рецесије”, након што је Велика Британија пала у рецесију 1990. године. Велика Британија је потрошила преко 6 милијарди фунти покушавајуí да задржи валуту у уским границама са извештајима који су у то време широко примећивали да је појединачни профит контроверзног мађарско-америчког инвеститора Џорџ Сорос милијарду изједначен са преко 12 фунти за сваког мушкарца, жену и дете у Британији, а Сороса називајући „човеком који је сломио Банку Енглеске”.
Британско чланство у ЕВМ-у такође је окривљено за продужење рецесије. а излазак Британије из ЕВМ-а виђен је као економски неуспех који је значајно допринео поразу конзервативне владе Џона Мејџора на општим изборима маја 1997. године, упркос снажном економском опоравку и значајном паду незапослености, који је влада надгледала после Црне среде.

### Повећање одступања
Августа 1993. године, одступање је померено на ±15% како би се прилагодила шпекулацијама према француском франку и другим валутама.

## Историја ЕВМ II
Дана 31. децембра 1998. године, валутни курсеви европске валутне јединице (ЕВЈ)  за земље еврозоне су замрзнуте, а вредност евра, који тада замењује ЕВЈ, је успостављен.
Године 1999. ЕВМ II је заменио изворни ЕВМ. Грчка и данска валута били су део новог механизма, али када се Грчка придружила евру 2001. године, данска круна је у то време остала једина учесница. Валута која је у ЕВМ II механизму дозвољено је да флуктуира у распону од ±15% у односу на централни курс према евру. У случају круне, Национална банка Данске задржава курс унутар ужег распона ±2,25% у односу на средишњи курс од 1 EUR = 7,46038 DKK .
Очекује се да ће земље ЕУ које нису усвојиле евро учествовати најмање две године у ЕВМ II механизму пре уласка у еврозону.

#### Нове чланице ЕУ
Дана 1. маја 2004. године, десет националних централних банака (НЦБ) нових земаља чланица постале су стране у споразуму о централној банци ЕВМ II. Националне валуте би требале постати део ЕВМ II према договореним датумима.
Естонска круна, литвански литас и словеначки толар укључени су у ЕВМ II 28. јуна 2004. године; кипарска фунта, летонски лат и малтешка лира 2. маја 2005; словачка круна 28. новембра 2005.
Следеће државе су се од тада придружиле еврозони и стога напустиле ЕВМ II механизам: Словенија (1. јануар 2007.), Кипар (1. јануар 2008.), Малта (1. јануар 2008.), Словачка (1. јануар 2009.), Естонија (1. јануар 2011.), Летонија (1. јануар 2014.) и Литванија (1. јануара 2015.).
Дана 10. јула 2020. објављено је да ће бугарски лев (који се придружио ЕУ 1. јануара 2007) и хрватска куна (који су се придружили ЕУ 1. јула 2013) бити укључени у ЕВМ II.
Од 2023. у ЕРМ II учествују двоје валуте: данска круна и бугарски лев . Валута Шведске (шведска круна), и три највеће земље које су се придружиле Европској унији 1. маја 2004. (пољски злот, чешка круна и мађарска форинта) и Румуније која се придружила 1. јануара 2007. (румунски леј), морају се придружити у складу са условима важећих споразума о приступању.
Шведска је на референдуму гласала да остане изван механизма, упркос очекивању ЕЦБ да ће се придружити, пошто Шведска нема такву могућност као Данска. Чланице ЕУ морају се придружити ЕРМ-у по критеријима конвергенције споразумом из Мастрихта.

### Одступања девизног курса
У теорији, већини валута је дозвољено да флуктуирају чак 15% од своје додељене вредности. У пракси, међутим, валута Данске одступа врло мало.
| Датум приступа  | Држава   | Валута | € 1 =   | Одступање | Одступање | Напомене |
| Датум приступа  | Држава   | Валута | € 1 =   | Номинално | Реално    | Напомене |
| --------------- | -------- | ------ | ------- | --------- | --------- | --- |
| 1. јануара 1999 | Данска   | круна  | 7.46038 | 2,25%     | <1%       | Данска круна је ушла у ЕВМ II 1999. године, када је креиран евро. Погледајте Данску и евро за више информација.                                          |
| 10. јула 2020   | Бугарска | лев    | 1.95583 | 15%       | ТБД       | Бугарски лев је на валутном одбору од 1997. године по фиксном курсу бугарског лева према Деутсцхе Марку. Погледајте Бугарску и еуро за више информација. |

#### Историјска референца
Бивши чланови ЕВМ II су грчка драхма, словеначки толар, кипарска фунта, естонска круна, малтешка лира, словачка круна, литвански литас летонски лат и хрватска куна.
| Раздобље                            | Држава    | Валута | € 1,00 = | Одступање | Одступање | Напомене |
| Раздобље                            | Држава    | Валута | € 1,00 = | Номинално | Реално    | Напомене |
| ----------------------------------- | --------- | ------ | -------- | --------- | --------- | --- |
| 1 January 1999 – 16. јануара 2000   | Грчка     | драхма | 353,109  | 15%       | Непознато | |
| 17 January 2000 – 31. децембра 2000 | Грчка     | драхма | 340,75   | 15%       | Непознато | |
| 28 June 2004 – 31. децембра 2006    | Словенија | толар  | 239,64   | 15%       | 0,16%     | |
| 2 May 2005 – 7. децембра 2007       | Кипар     | фунта  | 0,585274 | 15%       | 2,1%      | |
| 7 December 2007 – 31. децембра 2007 | Кипар     | фунта  | 0,585274 | 15%       | 0%        | |
| 2 May 2005 – 31. децембра 2007      | Малта     | лира   | 0,4293   | 15%       | 0%        | Малтешка лира је везана за евро од уласка у ЕВМ II. Постоје само две изнимке: 2005-05-02 (стопа ЕЦБ: 1 ЕУР = 0,4288 МТЛ) и 2005-08-15 (стопа ЕЦБ: 1 ЕУР = 0,4292 МТЛ). |
| 28 November 2005 – 16. марта 2007   | Словачка  | круна  | 38,455   | 15%       | 12%       | |
| 17 March 2007 – 27. маја 2008       | Словачка  | круна  | 35,4424  | 15%       | 12%       | |
| 28 May 2008 – 31. децембра 2008     | Словачка  | круна  | 30,126   | 15%       | 1,9%      | |
| 28 June 2004 – 31. децембра 2010    | Естонија  | круна  | 15,6466  | 15%       | 0%        | Естонска круна била је прикована за немачку марку од свог поновног увођења 20. јуна 1992, а затим и за евро. Поправљен је 13. јула 2010.                               |
| 2 May 2005 – 31. децембра 2013      | Летонија  | лат    | 0,702804 | 15%       | 1%        | Летонија је имала систем фиксног курса чија се сидра 1. јануара 2005. пребацила са СДР-а на еуро.                                                                      |
| 28 June 2004 – 31. децембра 2014    | Литванија | литас  | 3,4528   | 15%       | 0%        | Литвански литас био је везан за амерички долар до 2. фебруара 2002, када је прешао на евро.                                                                            |
| 10 јула 2020 - 31. децембра 2022    | Хрватска  | куна   | 7.53450  | 15%       | 0%        | |